# Mildenhall Town FC
Mildenhall Town FC (celým názvem: Mildenhall Town Football Club) je anglický fotbalový klub, který sídlí ve městě Mildenhall v nemetropolitním hrabství Suffolk. Založen byl v roce 1898. Od sezóny 2018/19 hraje v Isthmian League North Division (8. nejvyšší soutěž). Klubové barvy jsou zlatá a černá.
Své domácí zápasy odehrává na stadionu Recreation Way s kapacitou 2 000 diváků.

## Úspěchy v domácích pohárech
Zdroj: 
- FA Cup
  - 3. předkolo: 2000/01
- FA Trophy
  - 3. předkolo: 2017/18
- FA Vase
  - 5. kolo: 2005/06, 2006/07

## Umístění v jednotlivých sezonách
Stručný přehled
Zdroj: 
- 1988–1999: Eastern Counties League (Division One)
- 1999–2017: Eastern Counties League (Premier Division)
- 2017–2018: Isthmian League (Division One North)
- 2018– : Isthmian League (North Division)

Jednotlivé ročníky
Zdroj: 
Legenda: Z - zápasy, V - výhry, R - remízy, P - porážky, VG - vstřelené góly, OG - obdržené góly, +/- - rozdíl skóre, B - body, červené podbarvení - sestup, zelené podbarvení - postup, fialové podbarvení - reorganizace, změna skupiny či soutěže
| Sezóny  | Liga                                       | Úroveň | Z  | V  | R  | P  | VG | OG | +/- | B  | Pozice |
| ------- | ------------------------------------------ | ------ | -- | -- | -- | -- | -- | -- | --- | -- | ------ |
| 2009/10 | Eastern Counties League (Premier Division) | 9      | 38 | 20 | 6  | 12 | 80 | 59 | +21 | 66 | 6.     |
| 2010/11 | Eastern Counties League (Premier Division) | 9      | 42 | 22 | 7  | 13 | 66 | 50 | +16 | 73 | 5.     |
| 2011/12 | Eastern Counties League (Premier Division) | 9      | 40 | 19 | 7  | 14 | 76 | 60 | +16 | 64 | 7.     |
| 2012/13 | Eastern Counties League (Premier Division) | 9      | 38 | 19 | 7  | 12 | 66 | 54 | +12 | 61 | 7.     |
| 2013/14 | Eastern Counties League (Premier Division) | 9      | 38 | 16 | 9  | 13 | 74 | 54 | +20 | 57 | 10.    |
| 2014/15 | Eastern Counties League (Premier Division) | 9      | 38 | 16 | 4  | 18 | 62 | 62 | 0   | 52 | 10.    |
| 2015/16 | Eastern Counties League (Premier Division) | 9      | 38 | 18 | 10 | 10 | 76 | 42 | +34 | 64 | 6.     |
| 2016/17 | Eastern Counties League (Premier Division) | 9      | 40 | 32 | 3  | 5  | 97 | 29 | +68 | 99 | 1.     |
| 2017/18 | Isthmian League (Division One North)       | 8      | 46 | 11 | 13 | 22 | 54 | 86 | -32 | 46 | 22.    |
| 2018/19 | Isthmian League (North Division)           | 8      | 38 |    |    |    |    |    |     |    |        |